# Heinrich I. (Champagne)
Heinrich I. (franz.: Henri; * 1126; † 16. März 1181 in Troyes), genannt der Freigiebige (le Libéral), war seit 1151 ein Graf von Champagne aus dem Haus Blois. Er war der älteste Sohn Graf Theobalds des Großen und seiner Ehefrau Mathilde von Kärnten.

## Biographie
Stellvertretend für seinen Vater nahm Heinrich im Gefolge König Ludwigs VII. am zweiten Kreuzzug teil, wo er in Konstantinopel von Kaiser Manuel I. Komnenos zum Ritter geschlagen wurde. 1151 unterstützte er gemeinsam mit dem König den Grafen Gottfried VI. von Anjou gegen dessen älteren Bruder Heinrich Plantagenet.
Beim Tod seines Vaters übernahm Heinrich die Champagne und überließ die anderen Herrschaften, darunter Blois, Chartres, Châteaudun und Sancerre seinen jüngeren Brüdern, womit er für sich den durch die großen Messen wirtschaftlich bedeutenderen Teil des Familienbesitzes auswählte. Durch diese Teilung wurde auch die Personalunion der Territorien der Blois dauerhaft aufgelöst, doch versicherte sich Heinrich weiterhin der ungeteilten Macht seines Hauses, indem er seine jüngeren Brüder zur Gefolgschaftspflicht ihm gegenüber verpflichtete. Dieses Lehnsverhältnis sollte auch auf ihre Nachkommen übergehen und wurde erst 1234 durch Heinrichs Enkel Theobald IV. beendet.
Unter Heinrich vollzog das Haus Blois eine Revision seiner traditionell königsfeindlichen Haltung, was 1160 zur Ehe von Heinrichs Schwester, Adela, mit dem König führte. Durch seine Schwester erlangte das Haus Blois einen dominierenden Einfluss auf den königlichen Hof, da sie schon zu Lebzeiten ihres Mannes die Regentschaft führte. Heinrich selbst heiratete dazu vier Jahre später Prinzessin Marie, eine Tochter des Königs aus dessen erster Ehe mit Eleonore von Aquitanien. In der Rolle eines Vermittlers vertrat Heinrich seinen König in Konflikten mit Heinrich Plantagenet oder Kaiser Friedrich I. Barbarossa. Besonders während des Schismas zwischen Papst Alexander III. und dem Kaiser versuchte sich Heinrich als Schlichter und bot dem Kaiser die Huldigung an, falls es ihm nicht gelinge, seinen König, der Papst Alexander unterstützte, mit dem Kaiser zu versöhnen. Tatsächlich scheiterte am 29. August 1162 ein Ausgleich zwischen den beiden Parteien bei Saint-Jean-de-Losne an der Weigerung Alexanders III., wonach Heinrich sich zum Vasallen des Kaisers erklärte.
1179 zog Heinrich ein zweites Mal in das heilige Land. Auf seiner Rückreise über Kleinasien geriet er in die Gefangenschaft des Seldschuken Kılıç Arslan II., wurde aber nach einer Intervention Kaiser Manuels wieder freigelassen. Seine Abwesenheit hatte zur Folge, dass der Einfluss seiner Familie auf die Krone nach dem Tod König Ludwigs VII. 1180 zusammenbrach. Denn der neue König Philipp II., Heinrichs Neffe, entledigte sich der Bevormundung durch die Familie seiner Mutter und verbündete sich mit dem Grafen Philipp I. von Flandern.
Heinrich kehrte 1181 in seine Heimat zurück, wo er aber wenig später verstarb und in der von ihm gestifteten Kirche Saint-Etienne zu Troyes bestattet wurde. Er errichtete eine geordnete Herrschaft über den Adel der Champagne und konnte sich auf die Hilfe von etwa 2000 Vasallen stützen, was ihn wiederum zu einem Adligen machte, dem in Frankreich kaum jemand gleichstand. Die Champagne wurde ein sicherer Ort für Kaufleute, die in der Champagne abgehaltenen Messen ein zentraler Punkt des Handels und der Finanzwelt im mittelalterlichen Europa. Darüber hinaus wurde sein Hof in Troyes ein berühmtes literarisches und geistiges Zentrum, das bedeutende Gelehrte wie Walter Map anzog. Heinrich selbst war eher an geistiger Bildung interessiert und begründete eine große Bibliothek, weiterhin war er von frommer Natur und beschenkte freigiebig religiöse Einrichtungen, was ihm seinen Beinamen einbrachte. Zugleich war seine Frau in Troyes Herrin eines der glänzendsten Höfe des hochmittelalterlichen Frankreichs, an dem bedeutende Dichter wie Chrétien de Troyes oder Conon de Béthune protegiert wurden.

## Nachkommen
Die Kinder von Heinrich und Marie waren:
- Heinrich II. (* 29. Juli 1166; † 10. September 1197 in Akkon), Graf von Champagne und König von Jerusalem (uxor nomine)
  - ⚭ am 5. Mai 1192 Königin Isabella I. von Jerusalem († um 1205)
- Marie (* um 1174; † 9. August 1204 in Palästina)
  - ⚭ am 6. Januar 1186 Balduin IX. († 1205), Graf von Flandern und Hennegau, Kaiser von Konstantinopel
- Theobald III. (* 13. Mai 1179; † 24. Mai 1201), Graf von Champagne
  - ⚭ 1195 Blanka von Navarra († 1229), Tochter des Königs Sancho VI. von Navarra
- Scholastika († 1219)
  - ⚭ Graf Wilhelm V. von Macon und Vienne († 1224)